# Verfassungsgedenktag
Der Kenpō Kinenbi (jap. 憲法記念日), der Verfassungsgedenktag in Japan, ist ein nationaler gesetzlicher Feiertag am 3. Mai. Damit ist er Teil der Golden Week, Japans wichtigster Feriensaison für viele Arbeitnehmer neben Neujahr.
Der Tag erinnert an das Inkrafttreten der aktuellen Verfassung am 3. Mai 1947 und wurde 1948 im Feiertagsgesetz (voller Titel kokumin no shukujitsu ni kan suru hōritsu) festgeschrieben. Der 3. November, an dem die Verfassung 1946 verkündet worden war, zugleich der einst lange als Feiertag begangene Meiji-Kaisergeburtstag, den manche Politiker als Verfassungsgedenktag angestrebt hatten, wurde als Bunka no Hi („Tag der Kultur“) ebenfalls ein Feiertag.